# Geelgroene toornslang
De geelgroene toornslang (Hierophis viridiflavus) is een slang uit de familie toornslangachtigen en de onderfamilie Colubrinae.

## Naam en indeling
De wetenschappelijke naam van de soort werd voor het eerst voorgesteld door Bernard Germain de Lacépède in 1789. Oorspronkelijk werd de wetenschappelijke naam Couleuvre verte et jaune gebruikt. Later werd de slang tot de geslachten Coluber, Zamenis en Haemorrhois gerekend.

### Ondersoorten
De soort wordt verdeeld in drie ondersoorten die onderstaand zijn weergegeven, met de auteur en het verspreidingsgebied.
| Naam                                | Auteur          | Verspreidingsgebied                   |
| ----------------------------------- | --------------- | ------------------------------------- |
| Hierophis viridiflavus carbonarius  | Bonaparte, 1833 | Italië, Kroatië                       |
| Hierophis viridiflavus viridiflavus | Lacépède, 1789  | [De rest van het verspreidingsgebied. |

## Uiterlijke kenmerken
De lichaamskleur is donker tot zwart, de wetenschappelijke naam viridi-flavus betekent groen-geel, wat slaat op de vlekjes die meestal geel zijn, maar ook naar groen kunnen neigen. Sommige exemplaren zijn geheel zwart of blauwzwart tot bruin, de juvenielen zijn witgeel met zeer brede gele banden en een opvallende zwarte kop met landkaarttekening of kleine vlekjes. De maximale lengte is ongeveer 1,8 meter, maar gemiddeld blijft deze slang meestal onder de 1,5 m, vrouwtjes zijn kleiner dan mannetjes.

## Leefwijze
Het voedsel bestaat voornamelijk uit kleine zoogdieren zoals knaagdieren, maar ook hagedissen, vogels en hun jongen, slangen en amfibieën zoals kikkers worden gegeten. Daarnaast staan ongewervelden op het menu, zoals kevers en (naakt)slakken. De geelgroene toornslang is erg snel tijdens de jacht. Deze beweeglijke, terrestrische slang heeft een erg agressief karakter, en valt onmiddellijk aan als het dier wordt bedreigd. De geelgroene toornslang is niet giftig en de beet veroorzaakt slechts lichte schrammen.
De slang is overdag actief en neemt graag een zonnebad. De eieren worden afgezet onder boomstronken of grote stenen. Het zijn er meestal acht tot vijftien. De eieren zijn wit van kleur en meten ongeveer twee bij vier centimeter. en de jongen komen na ongeveer zes weken tot twee maanden uit en hebben dan een lichaamslengte van ongeveer 25 centimeter.

## Verspreiding en habitat

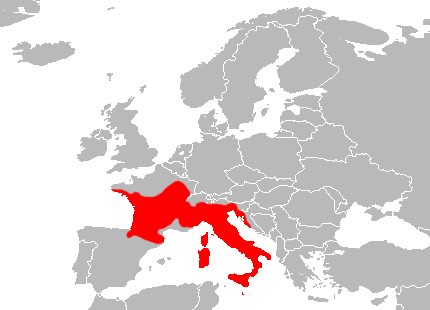
Verspreidingsgebied in het rood.

De geelgroene toornslang is een West-Europese endeem die te vinden is in een breed sub-mediterraan tot mediterraan areaal vanaf westelijk Bretagne tot in noordoostelijk Lorraine. Zuidelijk is de slang te vinden in centraal en zuidelijk Frankrijk inclusief de Pyreneeën, uiterst noordelijk Spanje van Bilbao tot Leida in Aragon. Het grootste deel van de populatie strekt zich uit over geheel Italië, Sicilië, Malta, Corsica en vele kleinere omliggende eilanden. De noordelijkste verspreiding van het dier is versnipperd: er zijn enkele vindplaatsen bekend in Luxemburg, de Franse grensregio met zuidoostelijk België en in zuid-centraal Duitsland.
Hellingbos, rotsformaties, mergelgroeves en kalkstenen regio's vormen vanwege de vegetatie een ideale biotoop voor rustplaatsen. De habitat bestaat uit met struiken begroeide open plekken zoals afgravingen, verstuivingen en andere drogere, warmere gebieden. In agrarische enclaves liggend aan hellingbossen met zandsteenformaties kunnen de slangen zich ver in door mensen bewoond gebied verspreiden. Ze worden dikwijls gevonden onder dakplaten, damwanden en houtstapels bedekt met landbouwplastic en diverse campings met opslagplaatsen. In Bretagne in de regio Quimperlé tot La Rochelle komen grote aantallen voor rond de recreatiegebieden aanliggend aan natuurparken met gemengd loof/naaldbos op zandgrond. De soort is aangetroffen van zeeniveau tot op een hoogte van ongeveer 2000 meter boven zeeniveau.

## Beschermingsstatus
Door de internationale natuurbeschermingsorganisatie IUCN is de beschermingsstatus 'veilig' toegewezen (Least Concern of LC).